# O Juiz Decide
O Juiz Decide foi um programa português exibido nas tardes da SIC entre 1994 e 21 de junho de 2000, onde um juiz (Ricardo Velha) decidia sobre vários litígios cíveis encenados. Era apresentado pela jornalista e apresentadora Eduarda Maio. O programa colocou a SIC na liderança de audiências em Portugal no período da tarde.
No programa, escrito por Paulo Coelho, as pessoas que iam defender os casos  perante o juiz eram figurantes.